# Strobe
«Strobe» es un sencillo por parte del DJ y productor canadiense de música electrónica Deadmau5 . Fue lanzado como el sexto y último sencillo de su cuarto álbum de estudio, For Lack of a Better Name, el 3 de septiembre de 2009. Se ubicó en los números 128 y 13 en la UK Singles Chart y en la UK Dance Chart en el Reino Unido . La pista incluida en el álbum de grandes éxitos de Deadmau5, 5 Years of Mau5 ; se presentó una versión en vivo en la versión de iTunes de Album Title Goes Here ; y se presentó una versión orquestal en Where's the Drop? . Tras su lanzamiento, la canción recibió elogios generalizados de la crítica.

## Antecedentes
La canción se originó a partir de una pista titulada "Then We Stood Still", la cual se usó en un video de YouTube subido a la cuenta de Zimmerman varios meses antes de su lanzamiento. Una versión en vivo fue lanzada exclusivamente en la versión de iTunes de su sexto álbum de estudio Album Title Goes Here .
En 2016, el sello discográfico de Deadmau5, Mau5trap, lanzó el álbum Strobe (Remixes), en celebración del centésimo lanzamiento del sello. Este lanzamiento incluyó remixes de Dimension, Feed Me, Com Truise, Lane 8 y Attlas .
En 2017, Billboard Dance incluyó a "Strobe" como la mejor canción de todos los tiempos de Deadmau5 en su lista de las 20 mejores pistas del artista.
En 2018, Deadmau5 y Gregory Reveret grabaron una versión orquestal de "Strobe" para el álbum Where's the Drop? .

## Listado de canciones
| Descarga digital |                                    |          |  |
| N.º              | Título                             | Duración |  |
| 1.               | «Strobe (Radio Edit)»              | 3:34     |  |
| 2.               | «Strobe (Club Edit)»               | 6:21     |  |
| 3.               | «Strobe (Michael Woods Remix)»     | 6:46     |  |
| 4.               | «Strobe (Plump DJs Remix)»         | 5:42     |  |
| 5.               | «Strobe (DJ Marky & S.P.Y. Remix)» | 6:57     |  |
| 6.               | «Strobe (Full Length Version)»     | 10:34    |  |
| 39:54            |                                    |          |  |

| Descarga digital - remixes |                               |          |  |
| N.º                        | Título                        | Duración |  |
| 1.                         | «Strobe (Feed Me Remix)»      | 9:26     |  |
| 2.                         | «Strobe (Com Truise Remix)»   | 6:42     |  |
| 3.                         | «Strobe (Dimension Club Mix)» | 5:08     |  |
| 4.                         | «Strobe (Lane 8 Remix)»       | 7:17     |  |
| 5.                         | «Strobe (ATTLAS Remix)»       | 8:21     |  |
| 36:54                      |                               |          |  |

| Descarga digital - Dimension Remix |                            |          |  |
| N.º                                | Título                     | Duración |  |
| 1.                                 | «Strobe (Dimension Remix)» | 8:28     |  |